# Струмска слава (Търновлаг)
ФК Струмска слава е български футболен отбор от село Търновлаг, Кюстендилски огръг. Основан през 1956 година. Шампион на БФС за област Кюстендил за 2021/22..
Печели „Купата на Брянск“ през 1976 година, на името едноименния  побратимен съветски град. Купата е била алтернатива на Купата на Съветската армия за аматьорски отбори. На финала „Струмска слава“ побеждава „Германея“ (Сапарева баня) със 7:0. 
Става шампион на А ОФГ Кюстендил за 2021/22 с точка преднина пред „Армейци“ (Кюстендил), но със забележителна голова разлика 120:16 ! Така достига до финала с първенеца на подгрупа „Рила“ отборът на „Германея“, когото побеждава с 2:1 на финала и печели Купата на БФС за област Кюстендил..

## Успехи
А ОФГ Осогово, Кюстендил:
- Шампион (1): 2021/22

Шампионат на БФС област Кюстендил:
- Шампион на БФС Кюстендил (1): 2021/22[3].

Купа на Брянск:
- Носител (1): 1976